# Stefan Peno
Stefan Peno (in serbo Стефан Пено?; Belgrado, 3 agosto 1997) è un cestista serbo di formazione spagnola.

## Palmarès
- Liga catalana: 2

Barcellona: 2015, 2016
- Campionato tedesco: 1

Alba Berlino: 2019-20
- Coppa di Germania: 1

Alba Berlino: 2019-20